# Den lilla sjöjungfrun (saga)

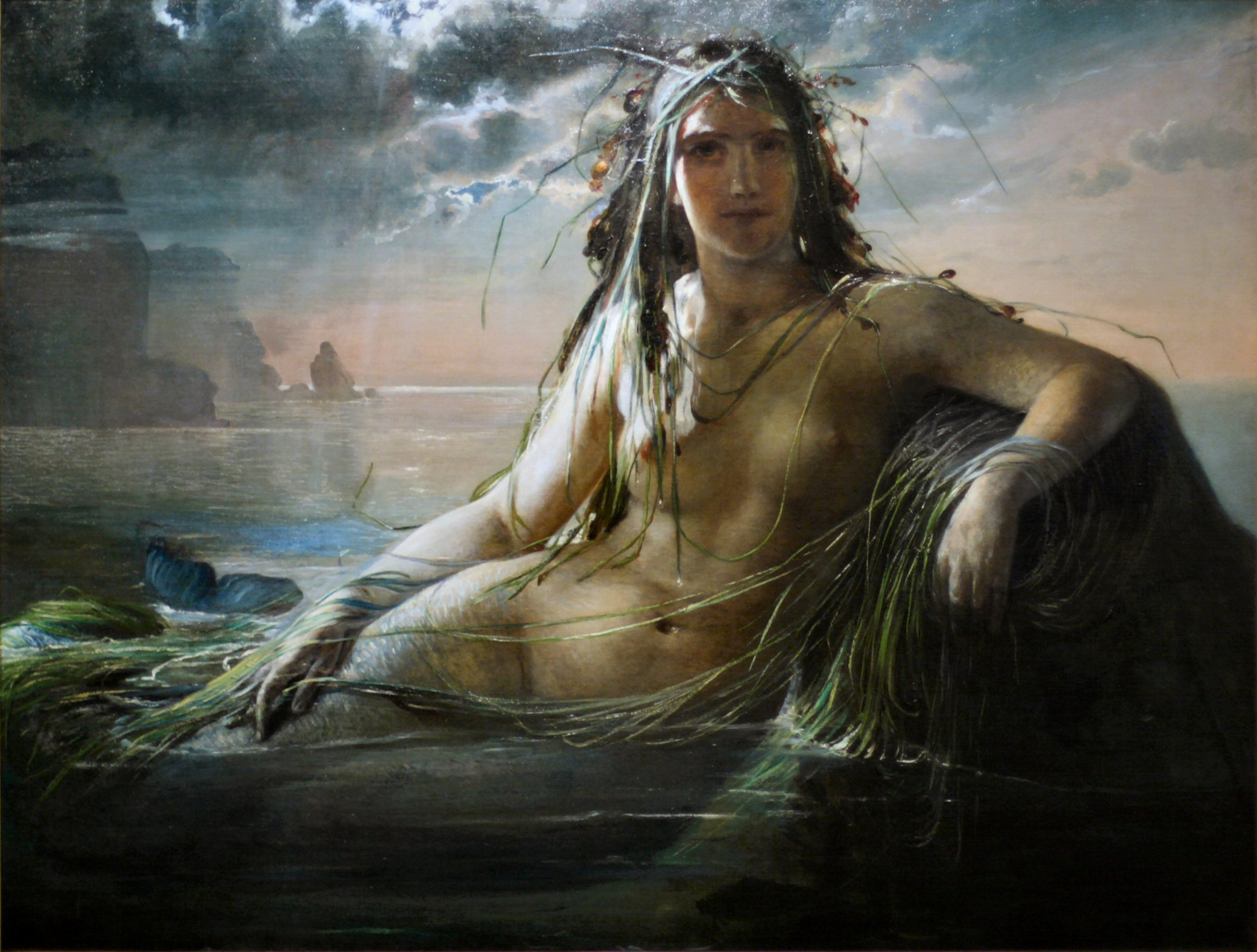
Elisabeth Jerichau Baumanns Sjöjungfru från 1873 är utställd på Ny Carlsberg Glyptotek.

"Den lilla sjöjungfrun" (danska: Den lille havfrue) är en saga från 1837 av den danske författaren H.C. Andersen.

## Handling
En sjöjungfru förälskar sig i en prins som är ombord på ett skepp. Då skeppet förliser i en storm räddar hon prinsen och för honom i land. Flickan uppsöker en sjöhäxa som ger henne en dryck som smärtsamt förvandlar hennes fiskstjärt till människoben, men för detta måste sjöjungfrun betala sin röst till häxan och denna skär av henne tungan. Hon som förr kunde sjunga vackrast av alla blir stum. Det finns givetvis villkor för förtrollningen också: om hon lyckas vinna prinsens hjärta innan någon annan hinner före kommer hon få en odödlig själ precis som människorna, men misslyckas hon kommer hennes hjärta att brista och hon måste förvandlas till skum på havet.
Den lilla sjöjungfrun vinner prinsens vänskap, men han förälskar sig i en jordisk prinsessa. Den stumma sjöjungfrun kan inte säga att det var hon som räddat honom undan drunkningsdöden, och vid prinsens bröllop med prinsessan är det sjöjungfrun som bär upp brudens släp. Bröllopet står på ett skepp, och under festligheterna går sjöjungfrun ut för att svalka sig. Hennes systrar kommer då upp ur havet, ger henne en kniv och förklarar, att om hon dödar prinsen innan solen har gått upp, så kommer hon att förvandlas till en sjöjungfru igen. När hon går in till prinsen och ser honom ligga med prinsessan i sina armar, förmår hon inte döda honom. Så går hon ut, kastar sig i havet och blir till skum.

## Filmatisering
Sagan har blivit en animerad animerad Disneyfilm.
Sagan har även stått grund till Hayao Miyazakis film Ponyo på klippan vid havet.

## Opera
Sagomotivet finns också i Antonin Dvoraks opera Rusalka.

## Konsten
Skulpturen Den lille havfrue är en berömd symbol för Köpenhamn. Elisabeth Jerichau Baumann målade också flera verk med sjöjungfrumotiv.

### Fotnoter
1. ↑  ”Den lilla sjöjungfrun”. Disneyania. 19 mars 1989. http://www.d-zine.se/filmer/denlillasjoejungfrun.htm. Läst 20 augusti 2016.